# NGC 1758
NGC 1758 је расејано звездано јато у сазвежђу Бик које се налази на NGC листи објеката дубоког неба.
Деклинација објекта је + 23° 47' 54" а ректасцензија 5h 4m 36,0s. Привидна величина (магнитуда) објекта NGC 1758 износи 12,2. NGC 1758 је још познат и под ознакама OCL 453.